# 短柄丛菔
短柄丛菔（学名：Solms-laubachia eurycarpa var. brevistipes）为十字花科丛菔属下的一个变种。

## 扩展阅读
- 維基物種上的相關：短柄丛菔